# Ceferino Tresserra
Ceferino Tresserra y Ventosa (né en 1830 à Barcelone, mort en 1880 à La Corogne) est un écrivain et homme politique espagnol.

## Biographie
Ceferino Tresserra fut persécuté en raison de son appartenance au Parti démocrate espagnol.
Il intervient dans la propagation des idées du socialisme utopique en Espagne, fondant en 1858 une société secrète sur le modèle du carbonarisme italien qui se répand en Catalogne et en Andalousie et finalement démantelé par la police, il finit en prison dans la même année.
De cette expérience naissent Los misterios del Saladero. Novela filosófico-social (1860), une œuvre très proche de celles d'Eugène Sue en raison de la peinture des classes populaires et de la vie du crime et qui a pour cadre l'ancienne prison de Saladero de Madrid. Dans ce document, l'argument importe moins que la révélation des échecs du système judiciaire et pénitentiaire.
Il propose même le projet du panoptique cellulaire de Jeremy Bentham comme prison régénératrice, projet qui aurait pu paraître approprié à l'époque mais que la pratique discréditerait largement.
Pendant la Première République, il fut gouverneur civil de Soria et Palencia.
Il promeut la création d'un volume collectif d'écrivains catalans intitulé El libro del obrero (1862), en hommage à Anselmo Clavé, fondateur de sociétés chorales, composées de personnes issues de la classe ouvrière. Entre 1862 et 1864, il écrit des romans sociaux tels que La judía errante (1862), El poder negro (1863) et Los hipócritas (1864). Il est également l'auteur de la pièce dramatique en un acte et en vers Las máquinas de coser (Barcelone, 1876).
La judía errante est mis à l’Index librorum prohibitorum par décret le 20 septembre 1864.